# Star Trek: The Next Generation - A Final Unity
Star Trek: The Next Generation - A Final Unity est un jeu vidéo d'aventure développé par Spectrum HoloByte et édité par MicroProse, sorti en 1995 sur DOS et Mac.

## Accueil
- GameSpot : 8/10[2]